# Lorenzo Tiepolo

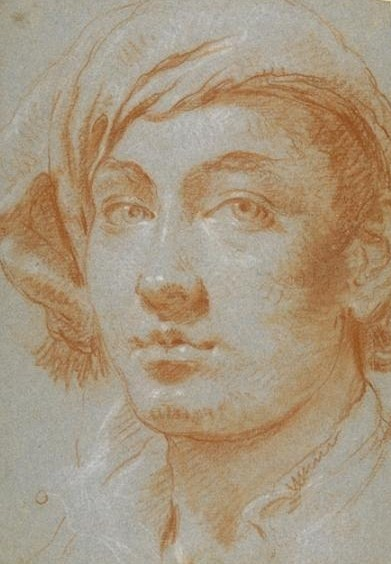
Probable autorretrato de Lorenzo Tiepolo

Lorenzo Baldissera Tiepolo, más conocido como Lorenzo Tiepolo (Venecia, 8 de agosto de 1736-Somosaguas, 2 de mayo de 1776) fue un pintor y grabador italiano, hijo del célebre Giovanni Battista Tiepolo. 

## Biografía

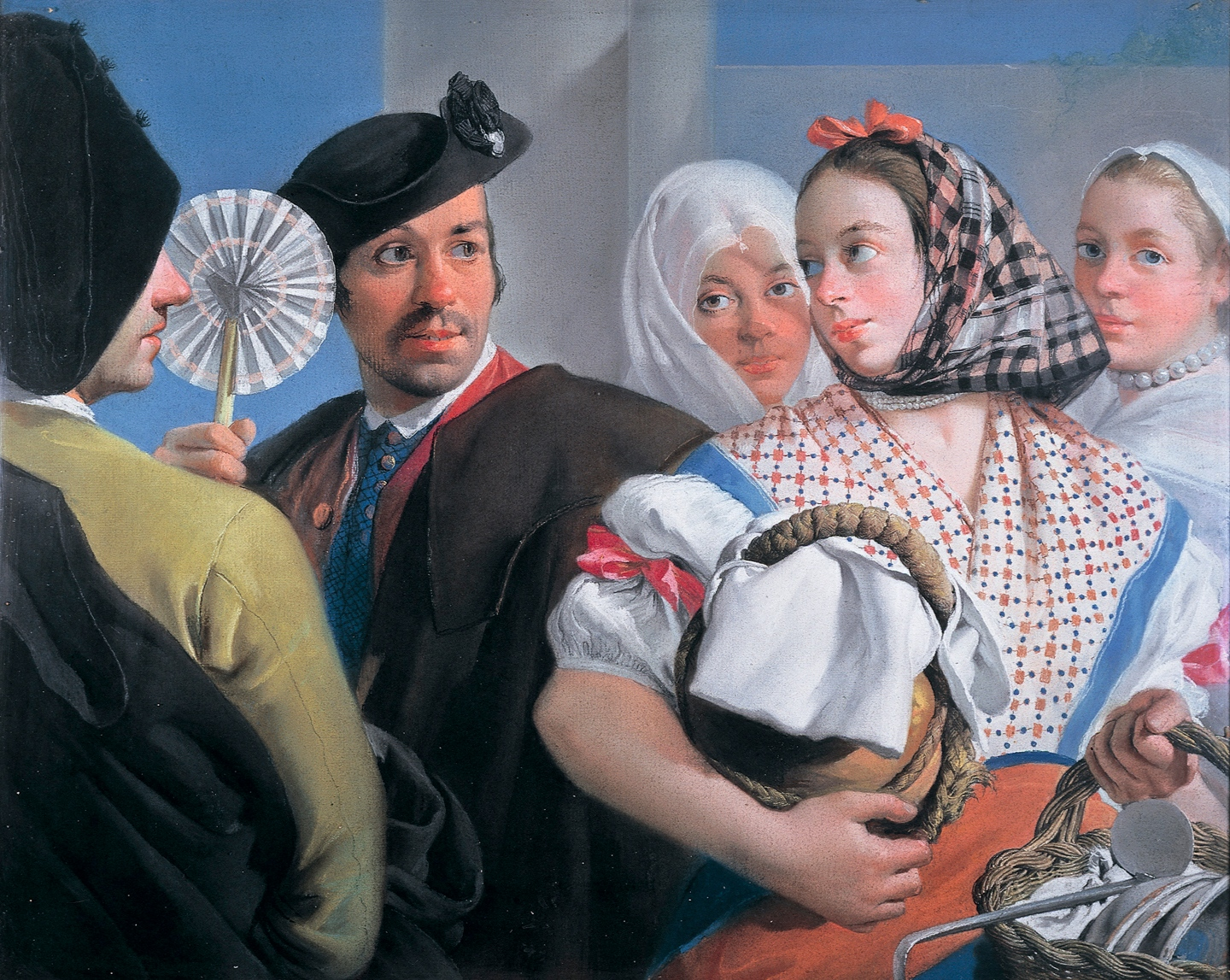
La mielera, Galería de las Colecciones Reales, Madrid.

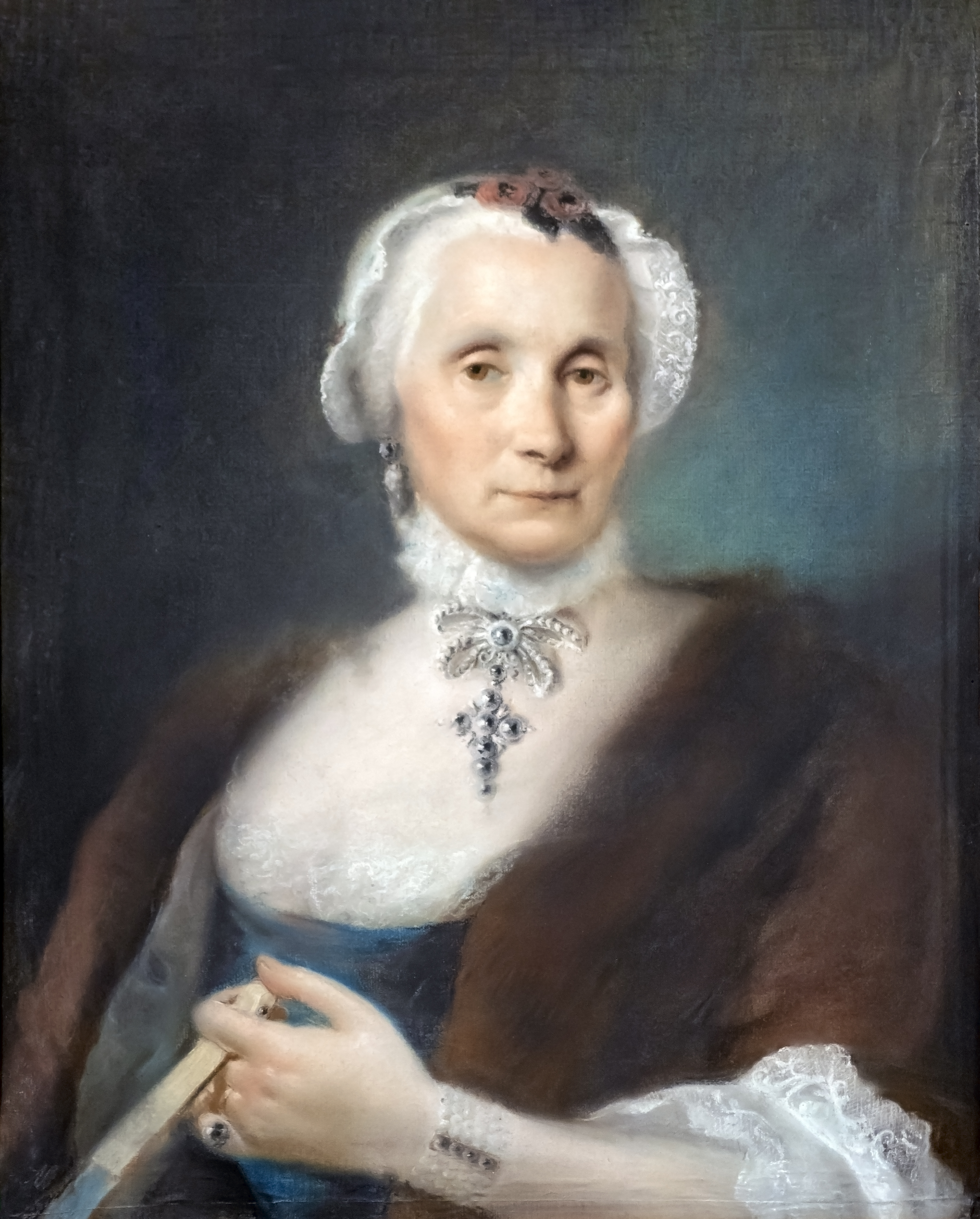
Retrato de Cecilia Guardi Tiepolo, madre del artista, Museo del Settecento Veneziano, Ca' Rezzonico, Venecia.

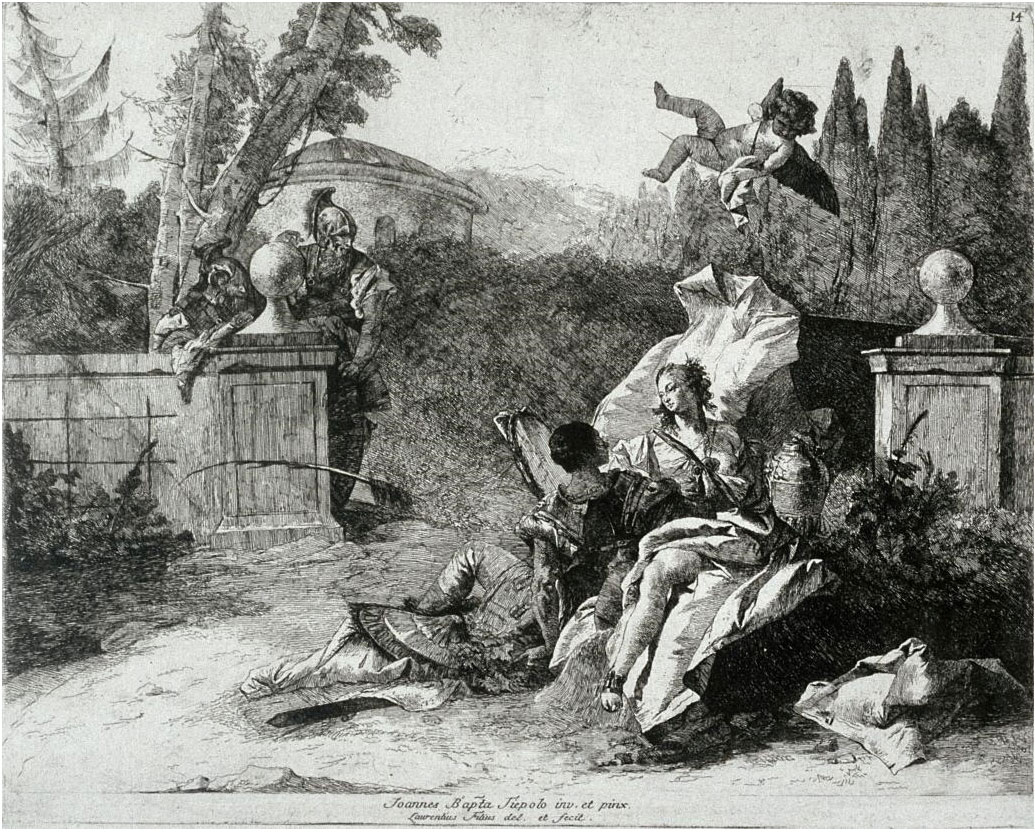
Rinaldo y Armida, grabado de Lorenzo Tiepolo que reproduce un diseño de su padre Giambattista.

Fue el menor de los diez hijos de Giambattista. En 1750 viajó a Wurzburgo con su padre y su hermano Giovanni Domenico Tiepolo, donde trabajó con ellos en el ciclo de frescos decorativos de la fastuosa Wurzburger Residenz. En 1753 volvió a Venecia, dejando un buen recuerdo en Alemania a pesar de su juventud, como prueba la correspondencia mantenida años después con el príncipe-arzobispo Adam Friederich von Seinsheim. Ya entonces comenzó a destacar como un hábil retratista al pastel (Retrato de Cecilia Guardi, madre del artista, 1757). En 1761, Lorenzo aparece como inscrito en la Cofradía de Pintores de Venecia. 
El 31 de marzo de 1762, Giambattista y sus dos hijos Giandomenico y Lorenzo, parten hacia España. Llegarán a Madrid el 4 de junio. A Lorenzo no le faltarán encargos: en 1763 realiza una serie de retratos al pastel del Príncipe de Asturias y del infante Don Gabriel. Posteriormente (1763-64) estará ocupado con la decoración de un gabinete chinesco en el Palacio Real de Madrid. Después se encargará de pintar la bóveda del Gabinete de los Pájaros y otros encargos menores en el mismo edificio.
A la muerte del patriarca de la familia, Giandomenico decide volver a Venecia (1770). Sin embargo, Lorenzo solicita seguir al servicio del rey Carlos III, petición que le es concedida. A partir de entonces estará a sueldo de la Corte española, ya no en calidad de colaborador de su padre. No obstante, verá rechazadas todas sus peticiones para obtener el rango de Pintor de Cámara, que Giambattista había ostentado.
En 1773 Lorenzo se casa con María Corradi, hija de un adinerado comerciante genovés establecido en Madrid. Sus últimos años son una serie de peticiones de aumento de sueldo denegadas por la Corte y problemas con la justicia por cuestiones de dinero. En su patria no es olvidado del todo, pues el mismo año de su boda es nombrado miembro de honor de la Academia de Pintura y Escultura de Venecia.
Los últimos meses de Tiepolo son tristes, pues se halla postrado en la cama víctima de una larga enfermedad que finalmente se lo llevará a la tumba. Fallece el 2 de mayo de 1776, con sólo cuarenta años, en la localidad madrileña de Somosaguas, siendo enterrado en la parroquia de Santa María Magdalena de la misma población.

## Valoración artística
Lorenzo Tiepolo ha tenido la desgracia de ser hijo de un artista de enorme talla como fue Giambattista. Esto ha provocado un cierto desinterés hacia su figura, pues durante más de un siglo se le ha tenido como un mero ayudante de su padre y un mediocre imitador de su estilo. Ya muy avanzado el siglo XX ha comenzado a recuperarse su legado artístico, valorando en su justa medida su talento, que no fue pequeño. Su labor como retratista merece ser rescatada, pues ya en sus primeras obras de juventud revela su capacidad de crear obras de delicada paleta y dibujo apenas visible. La referencia más obvia es la de Rosalba Carriera, que Lorenzo hubo de conocer forzosamente.
Una vez en España, parece que hay que atribuir a Lorenzo un rol mucho más importante en las labores de decoración del techo del Salón del Trono del Palacio Real (1762-64). Hasta ahora se había supuesto que el principal ayudante del padre en la empresa fue su hijo mayor Giandomenico. Sin embargo, parece que el papel del hijo menor fue incluso mayor que el de su hermano, ocupado en otras salas del palacio. Una serie de figuras representando tipos populares parecen ser de su mano.
Si por algún aspecto merece Lorenzo pasar a la historia del arte es como retratista. Casi siempre al pastel, intentó alejarse de los retratos idealizados que tanto su padre como su hermano solían realizar, intentando una profundización psicológica que individualizase al personaje. Lo más notable de su producción madrileña serán una serie de obras con retratos de tipos populares, de mirada vivaz y escasa interacción entre las diversas figuras, que se hallan apelotonadas en un espacio reducidísimo. Ejecutadas con asombrosa pericia técnica, son obras atractivas aunque un tanto forzadas en su composición.
Otra faceta que Lorenzo practicó fue la del grabado, pues realizó aguafuertes de gran cantidad de obras originales de su padre.

## Obras destacadas
- Anciano con globo terráqueo (Museo del Settecento Veneziano, Ca' Razzonico, Venecia)
- Tipo oriental con libro (Museo del Settecento Veneziano, Ca' Razzonico, Venecia)
- Hombre con libro (Museum of Art, Baltimore)
- Tipo oriental barbado (Colección particular, Maron de Brugnera)
- Retrato de Cecilia Guardi Tiepolo, madre del artista (1757, Museo del Settecento Veneziano, Ca' Razzonico, Venecia)
- Retrato de hombre con casaca roja (Museo del Settecento Veneziano, Ca' Razzonico, Venecia)
- Retrato de la familia Tiepolo (1761-62, Curtis Gallery, Minneapolis), atribución dudosa, tal vez obra de Giandomenico.
- Muchacha con papagayo (1762, Museo del Prado, Madrid)
- Muchacha con abrigo de piel o Alegoría del Invierno (1762, Museo del Prado, Madrid)
- Retrato de mujer (Orsetta Tiepolo?) (1762, Colección Cagnola di Gazzada)
- Retrato de caballero con su perro (1762, Colección particular, Milán), atribución dudosa.
- Retrato de la infanta María Josefa de Borbón (1763, Museo del Prado, Madrid)
- Retrato de la infanta María Luisa de Borbón (1763, Museo del Prado, Madrid)
- Retrato del infante don Gabriel de Borbón (1763, Museo del Prado, Madrid)
- Retrato del infante don Javier de Borbón (1763, Museo del Prado, Madrid)
- Retrato del infante don Antonio Pascual de Borbón (1763, Museo del Prado, Madrid)
- Retrato de don Carlos de Borbón, Príncipe de Asturias (1763, Museo del Prado, Madrid)
- Busto de oriental (1771, Museo del Prado, Madrid)
- Busto de turco (1771, Museo del Prado, Madrid)
- La vendedora de limonada (Galería de las Colecciones Reales, Madrid)
- La mielera (Galería de las Colecciones Reales, Madrid)
- Pareja de majos (Galería de las Colecciones Reales, Madrid)
- Tipos populares (Colección privada, Madrid)
- Ecce Homo (Colección Várez Fisa)
- Cristo con la mujer adúltera (1776, Colección privada, Londres), inacabado.